# 大寨站
大寨站是位于贵州省贵阳市云岩区大寨的一个铁路车站，邮政编码550017。车站建于1965年，有川黔铁路经过该站，现仅办理货运业务，不办理客运业务，车站及其上下行区间均已电气化。车站距离重庆站451公里，隶属成都铁路局贵阳南站，是四等站。